# Historischer Verein für das Fürstentum Liechtenstein
Der Historische Verein für das Fürstentum Liechtenstein (HVFL) ist ein privatrechtlicher, politisch unabhängiger Geschichtsverein in Liechtenstein mit Verbandssitz in Vaduz. Der Vereinszweck besteht darin, die Geschichts- und Landeskunde Liechtensteins zu fördern und das historische Bewusstsein der liechtensteinischen Bevölkerung zu bilden. Zu diesem Zweck gibt er ein Jahrbuch und andere Publikationen zur Geschichte Liechtensteins heraus und unterstützt verschiedene Forschungsprojekte.

## Geschichte
Der Verein wurde 1901 in Vaduz als erste Gruppierung gegründet, die sich mit Liechtensteins Geschichte befasste. Das Interesse des Vereins galt Heimat- und Denkmalschutz, Archäologie und Naturkunde. Der Verein stiess in vielen Bereichen Aktivitäten an, die später vom Staat Liechtenstein übernommen wurden, etwa im Bereich der archäologischen Erforschung Liechtensteins. Die historischen Sammlungen des Vereins gingen 1954 an das Liechtensteinische Landesmuseum.
Anlässlich des 75-jährigen Bestehens des Historischen Vereins wurde im Jahr 1976 eine liechtensteinische Sonderbriefmarke mit dem Frankaturwert von 90 Rappen herausgegeben. Der von dem liechtensteinischen Künstler Georg Malin geschaffene Entwurf der Marke zeigt eine römische Fibel aus dem 3. Jahrhundert.

## Aktivitäten
Der Verein initiierte und betreute zahlreiche Projekte zur Geschichte Liechtensteins, darunter das Liechtensteiner Urkundenbuch (Teil I: 1934–1996, Teil II: seit 1997), das Liechtensteiner Namenbuch (1981–2008), das Historische Lexikon des Fürstentums Liechtenstein (1988–2000); seit 2018 online verfügbar sowie die Inventarisierung der Liechtensteiner Kunstdenkmäler (1950; Neubearbeitung 1999–2011) im Rahmen der Reihe Die Kunstdenkmäler der Schweiz.

## Publikationen
Neben verschiedenen Buchpublikationen zur Liechtensteiner Geschichte gab der Verein seit seinem Gründungsjahr ununterbrochen jährlich das Jahrbuch des Historischen Vereins für das Fürstentum Liechtenstein heraus, das neben historischen Beiträgen zu Liechtenstein sowie zum Fürstenhaus auch archäologische und naturkundliche Themen behandelt. Die Bände sind in digitaler Form auf der Plattform eLiechtensteinensia abrufbar.

## Präsidenten des HFVL
- 1901–1922: Albert Schädler
- 1922–1927: Johann Baptist Büchel
- 1928–1955: Josef Ospelt
- 1955–1966: David Beck
- 1966–1986: Felix Marxer
- 1986–1996: Alois Ospelt
- 1996–2005: Rupert Quaderer
- 2005–2011: Eva Pepic
- 2011–2012: Aldina Sievers
- 2012-    : Guido Wolfinger